# 尼娜·布伦纳
尼娜·布伦纳（德語：Nina Brunner，1995年10月14日—），旧姓贝特沙尔特（Betschart），瑞士女子沙滩排球运动员。她曾代表瑞士参加2020年和2024年夏季奥林匹克运动会沙滩排球比赛，其中2024年奥运会获得一枚铜牌。